# Tessella apostata
Tessella apostata är en fjärilsart som beskrevs av William Schaus 1905. Tessella apostata ingår i släktet Tessella och familjen björnspinnare. Inga underarter finns listade i Catalogue of Life.